# Berke Balázs (játékvezető)
Berke Balázs (Nagykanizsa,  1984. február 20. –) magyar nemzeti labdarúgó-játékvezető. Korábbi polgári foglalkozása önkormányzati köztisztviselő.

## Pályafutása
Játékvezetésből 2004-ben Zalaegerszegen a Zala megyei labdarúgó Szövetség (ZMLSZ) Játékvezető Bizottsága (JB) előtt vizsgázott. A megyei JB javaslatára NB III-as, egyben országos utánpótlás bíró. Az MLSZ JB minősítésével 2009-től NB II-es, majd 2011-től NB I-es, illetve OTP Bank Liga játékvezető. Küldési gyakorlat szerint rendszeres 4. bírói, illetve alapvonalbírói szolgálatot is végez. 2012 novembere és 2015 áprilisa között csak a másod- és a harmadosztályban vezethetett mérkőzést! NB I-es mérkőzéseinek száma játékvezetőként: 183 (2024. december 17-ig).
| Időpont          | Helyszín                          | Mérkőzés típusa        | Mérkőzés             | Eredmény | Nézők száma |
| ---------------- | --------------------------------- | ---------------------- | -------------------- | -------- | ----------- |
| 2011. július 30. | Révész Géza utcai stadion, Siófok | első NB I-es mérkőzése | BFC Siófok–Újpest FC | 2 – 0    | 5000        |

2021. július 30-án 19 óra előtt kicsivel történelmet írt a zalai Berke Balázs, hiszen hazánkban hivatalos bajnoki mérkőzésen először alkalmazta a VAR rendszert. A Paks-Mezőkövesd mérkőzés 48. percében Berke egy 11-es gyanús szituációt nézett meg, majd ítélt büntetőt.

## Díjak
2019/2020-as szezon legjobb játékvezetője.
2020. évben az NB. I-es csapatvezetők által a legjobbnak megválasztott játékvezető
A 2022/2023-as szezon legjobb játékvezetője.

## Külső hivatkozások
- Berke Balázs. csakfoci.hu. (Hozzáférés: 2016. április 27.)
- Berke Balázs. foci-info.hu. [2017. december 1-i dátummal az eredetiből archiválva]. (Hozzáférés: 2016. április 27.)
- Berke Balázs. vidi.hu. [2017. december 1-i dátummal az eredetiből archiválva]. (Hozzáférés: 2016. április 27.)
- Berke Balázs. dvtk.eu. [2017. december 1-i dátummal az eredetiből archiválva]. (Hozzáférés: 2016. április 27.)
- Berke Balázs (játékvezető) játékvezetői adatlapja a Nemzeti Labdarúgó Archívum oldalán
- Berke Balázs. focibiro.hu (Hozzáférés: 2020. július 2.)